# Nītaure
Nītaure (deutsch Nitau) ist ein Ort in Lettland, gelegen an der Mergupe in Vidzeme, dem historischen Livland, etwa 70 km ostnordöstlich von Riga. Der Rigaische Meerbusen ist in nordwestlicher Richtung etwa 50 km entfernt. Im Jahr 2023 zählte Nītaure 419 Einwohner.

## Geschichte
Im Jahr 1277 wurde die Burg Nitau des Livländischen Ordens errichtet, die im 17. Jahrhundert verfiel und von der nur noch ein 49 Meter langes und 1,5 Meter breites Fragment der Nordmauer entlang der Mergupe erhalten geblieben ist, das das Grundstück der Kirche begrenzt. 1759 schenkte Kaiserin Elisabeth dem deutschbaltischen Grafen Wilhelm von Fermor unter anderem das Rittergut Nitau.
Die heutige Ortschaft entstand in der zweiten Hälfte des 19. Jahrhunderts, als der Besitzer des örtlichen Gutes Bauplätze verteilte. 1897 hatte Nītaure 560 Einwohner, im 2007 waren es 450.
Das 1890 im neubarocken Stil neuerrichtete Schloss Nitau wurde während der Russischen Revolution 1905 zerstört und in den 1920er Jahren als Schule wiederaufgebaut. Das Gut war 1920 anlässlich der lettischen Agrarreform verstaatlicht worden; letzter deutschbaltischer Eigentümer war bis dahin Graf Wilhelm Konstantin Stenbock-Fermor.

## Sehenswürdigkeiten

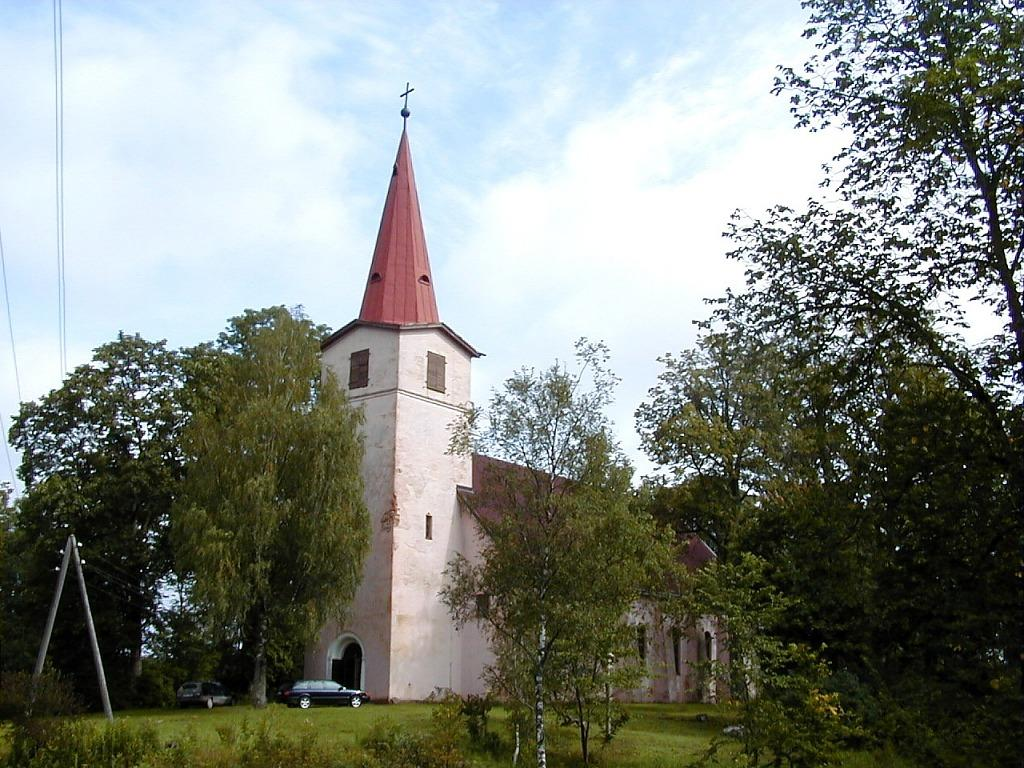
Lutherische Kirche Nītaure, 1762–1770 errichtet
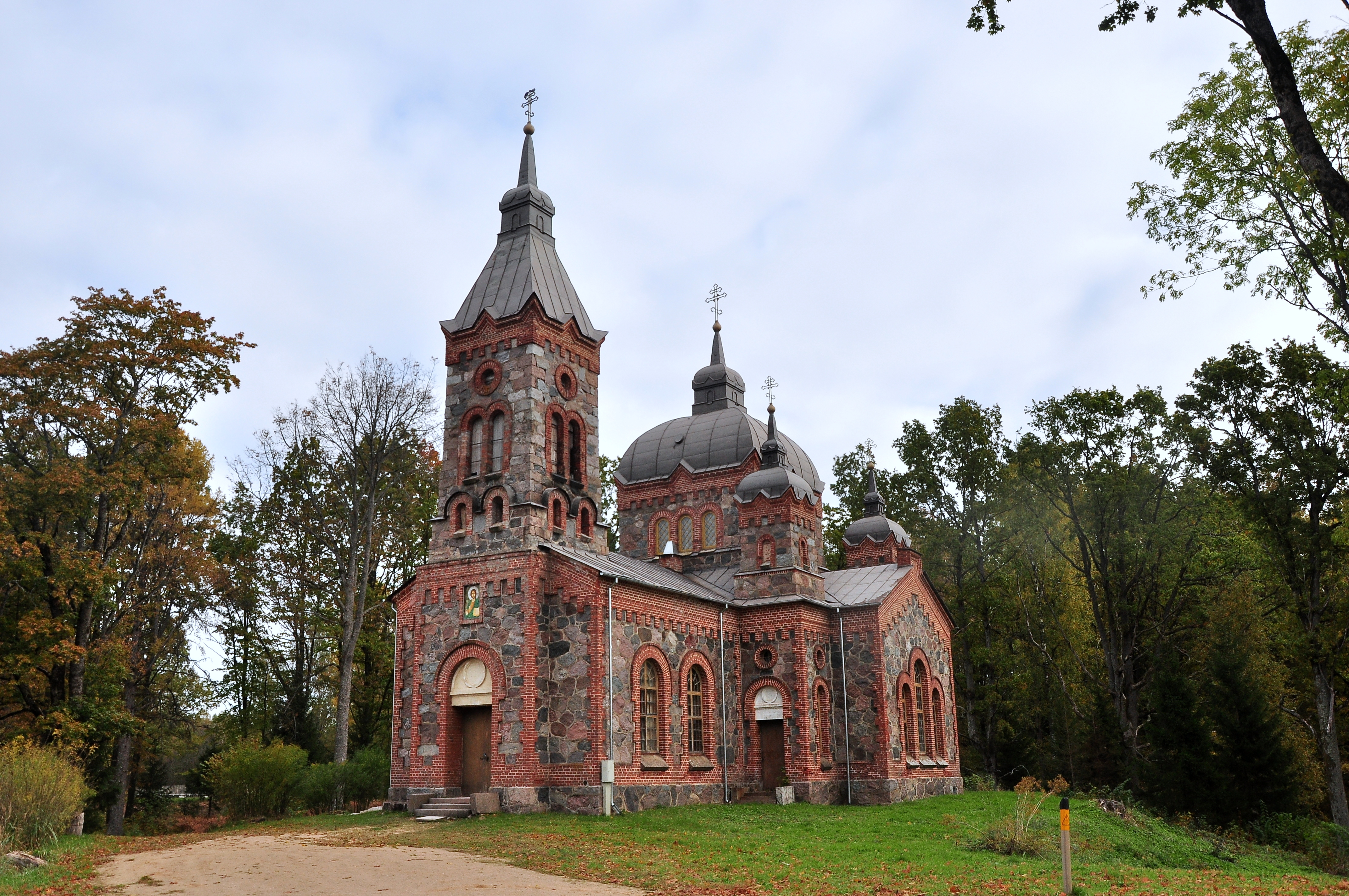
Orthodoxe Geburtskirche Nītaure, erbaut 1875–1877, Architekt: Jānis Frīdrihs Baumanis
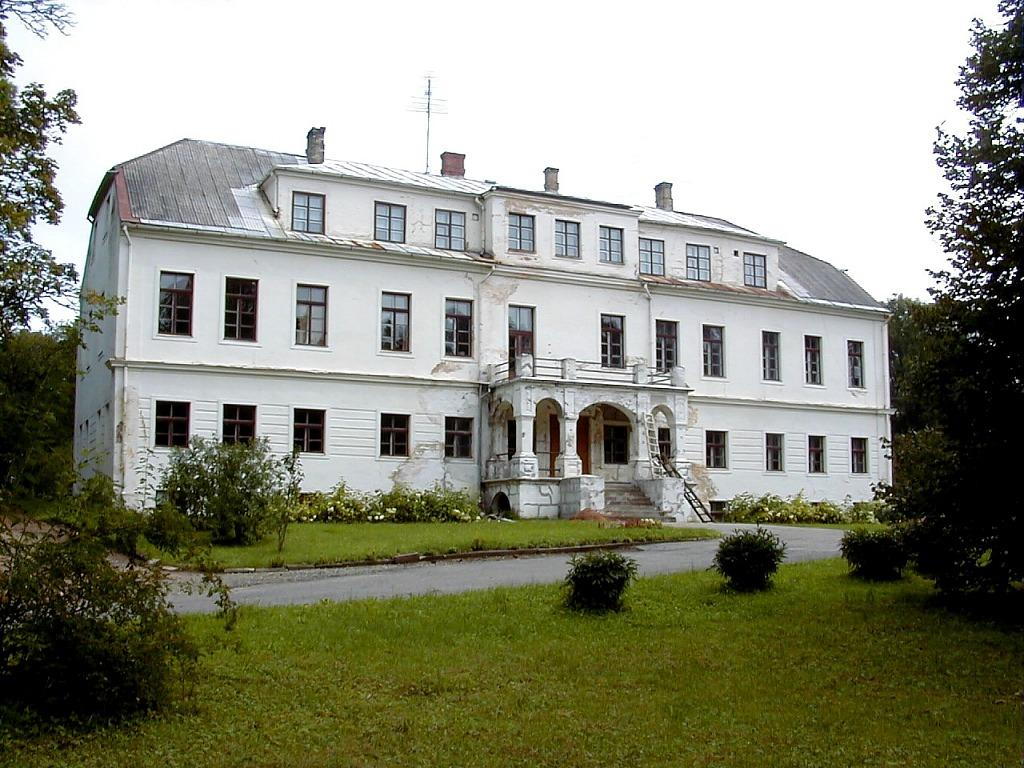
Schloss Nitau
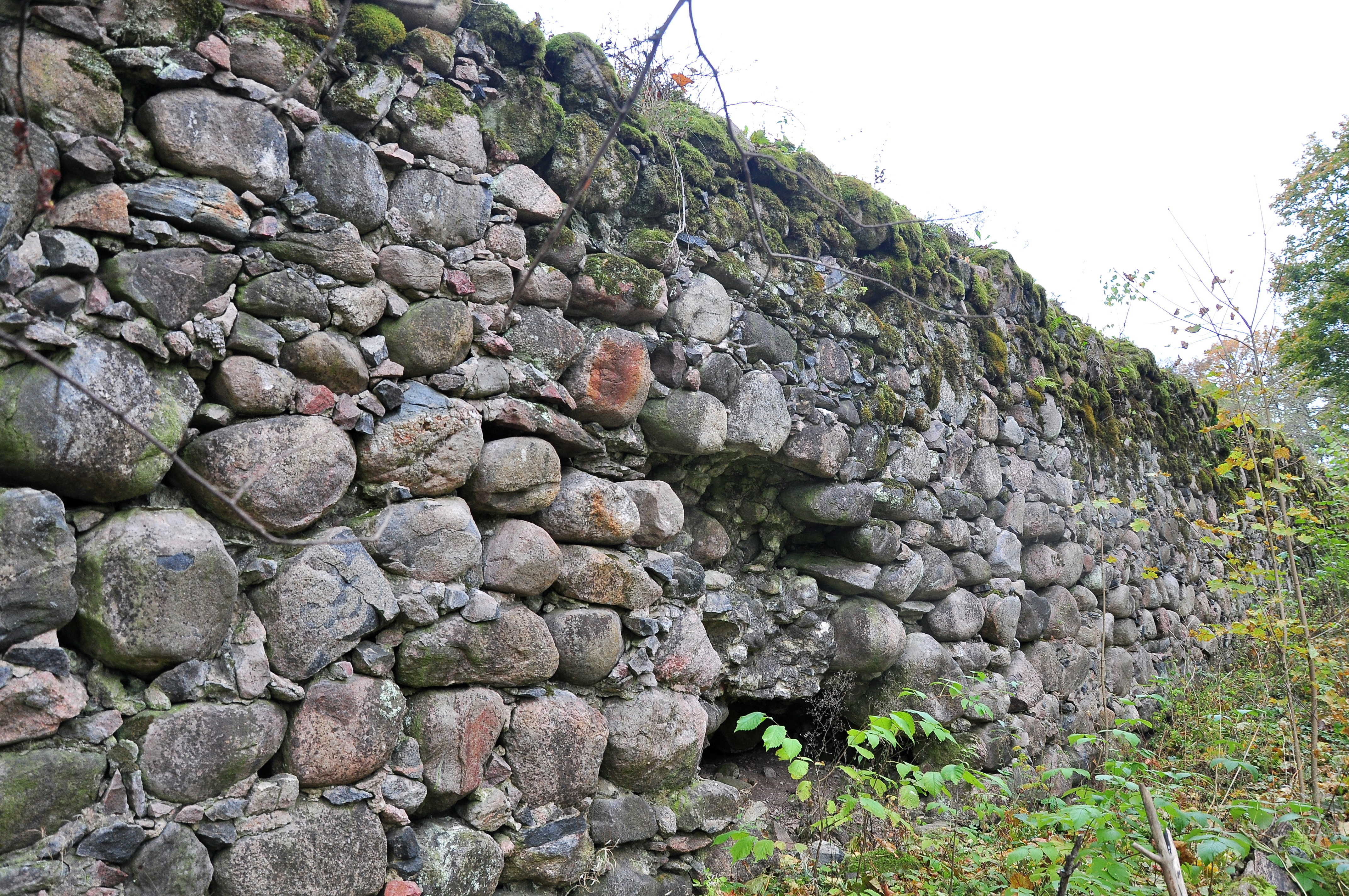
Mauerrest der Ordensburg Nitau
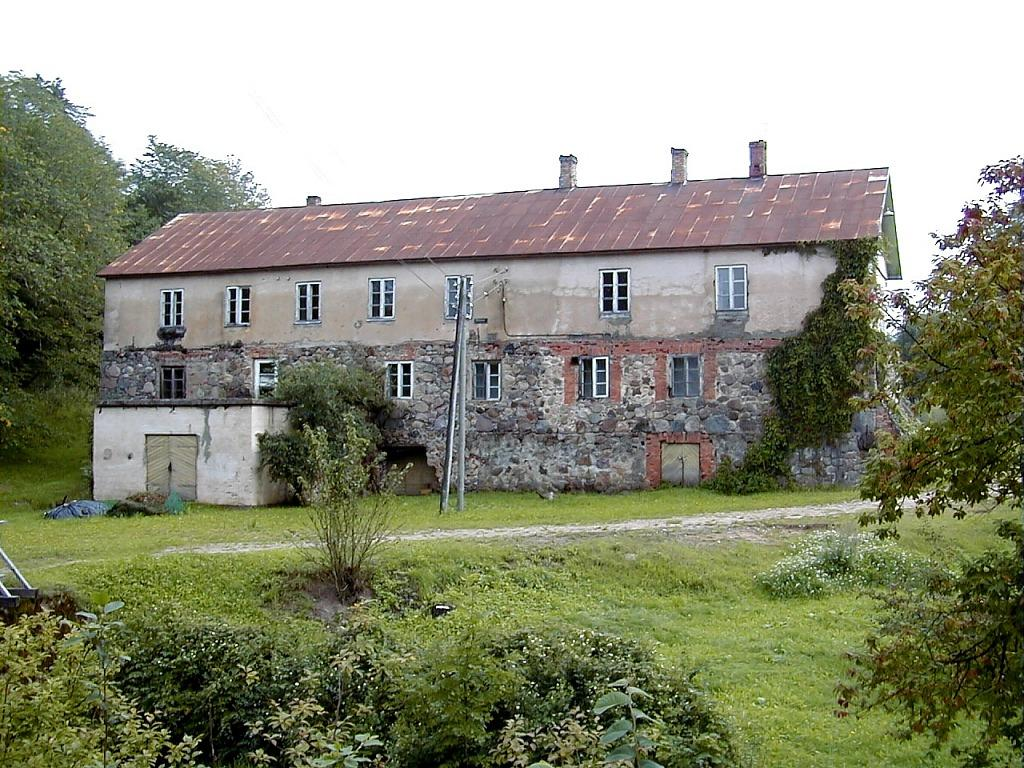
Wassermühle in Nītaure

## Persönlichkeiten
- Wilhelm Graf von Fermor (1702–1771), General der russischen Armee
- Karl Schilling (1865–1905), Pastor und evangelischer Märtyrer
- Alexander Graf Stenbock-Fermor (1902–1972), Autor und Widerstandskämpfer in der Zeit des Nationalsozialismus
- Nils Graf Stenbock-Fermor (1904–1969), Zeichner, Maler und Bühnenbildner
- Andris Bērziņš (* 1944), Politiker, lettischer Staatspräsident (2011–2015)